# Un cri dans le métro
Pour les articles homonymes, voir Underground.
Pour plus de détails, voir Fiche technique et Distribution.
Un cri dans le métro (titre original : Underground) est un film britannique réalisé par Anthony Asquith, sorti en 1928.

## Synopsis
Bill, porteur dans le métro, et Bert, électricien, sont tous deux amoureux de Nell, une jolie vendeuse. Elle choisit Bill, mais Bert ne l'entend pas ainsi.

## Fiche technique
- Titre original : Underground
- Titre français : Un cri dans le métro
- Réalisation : Anthony Asquith
- Scénario : Anthony Asquith
- Direction artistique : Ian Campbell-Gray (en)
- Photographie : Stanley Rodwell
- Producteur : Harry Bruce Woolfe
- Société de production : British Instructional Films
- Société de distribution : Pro Patria Films
- Pays de production :  Royaume-Uni
- Langue originale : anglais
- Format : Noir et blanc — 35 mm — 1,33:1 — Film muet
- Genre : Film dramatique
- Durée : 84 minutes
- Dates de sortie :
  - Royaume-Uni : juillet 1928
  - France : 22 mars 1929

## Distribution
- Elissa Landi : Nell
- Brian Aherne : Bill
- Norah Baring (en) : Kate
- Cyril McLaglen (en) : Bert

## Autour du film
- C'est le premier film qu'Anthony Asquith dirige seul[1],[2].